# Étienne-Jean Panis
 (octobre 2010).
Améliorez-le ou discutez des points à vérifier. 
Pour les articles homonymes, voir Panis.
Étienne-Jean Panis, né le 7 février 1757 à Paris et mort le 22 août 1832 à Marly-le-Roi, est un homme politique français de la Révolution, député à la Convention de 1792 à 1795.
Il est le beau-frère d'Antoine Joseph Santerre, brasseur, leader du faubourg Saint-Antoine de 1789 à 1792, puis commandant de la Garde nationale de Paris et général de division dans la guerre de Vendée.
Comme Santerre, il a été très tôt critiqué, voire accusé, en raison de son rôle dans les massacres de Septembre (1792) et a dû toute sa vie essayer de se justifier sur ce point.

## Biographie

### Origines familiales et formation
Étienne-Jean Panis est issu d'une famille de la bourgeoisie parisienne. Il naît dans le quartier du Marais où il a un moment sa demeure rue Saint-Paul. 
Il fait des études secondaires et connait les auteurs latins classiques ; il est même capable de réciter des vers d’Horace, de Virgile ou d'Ovide. Par la suite, il confiera à Élie Decazes : « Monseigneur, je fus le jeune ami de Rousseau, du duc de Nivernois, des d’Ormesson et d’une foule de cœurs semblables ». Il étudie ensuite le droit et est reçu comme avocat.

### Sous l'Ancien régime
Recommandé par son oncle, sous-caissier à la Trésorerie royale, il obtient un emploi en 1774. Mais il fut surpris en flagrant délit de détournement de fonds dans l’exercice de ses fonctions et fut renvoyé.[réf. nécessaire]
Le 17 janvier 1777, il épouse Marie-Claire Santerre (1755-1838), fille et sœur de brasseurs, qui lui donne plusieurs enfants.
En 1784, il rencontre le marquis de Travanet, banquier de jeux de la reine Marie-Antoinette. Panis lui est attaché à partir de 1786, jusque sous la Terreur.[réf. nécessaire]

### Débuts de la Révolution (1789-1792)
Durant cette période, Antoine Joseph Santerre, leader des sans-culottes du faubourg Saint-Antoine, joue un rôle notable en 1791 (journées du 28 février et du 17 juillet) dans l'opposition au gouvernement, notamment à La Fayette, commandant en chef de la Garde nationale. 
Inquiété, comme beaucoup de révolutionnaires à la suite de cette journée, Santerre reparait à la fin de 1791 et, à partir du printemps 1792 (la France entre en guerre le 20 avril), s'engage dans les préparatifs de renversement du gouvernement. 
En 1792, Panis est, avec son ami Antoine Sergent-Marceau, administrateur de police, une situation lui permet de renseigner Santerre, notamment le 20 juin, lorsque les émeutiers envahissent le palais des Tuileries où résident le roi et sa famille.

### L'insurrection du 10 août 1792
Au début d'août 1792, les révolutionnaires rassemblent à Paris de nombreux volontaires (notamment ceux de Marseille, dont le chant de guerre va commencer sa carrière nationale) en route vers le front de l'est.
Panis fait notamment remettre 500 paquets de cartouches à balle provenant de l’Arsenal au bataillon des Marseillais. La distribution a lieu du 25 juin au 9 août 1792.
Le 10 août, les Tuileries sont prises et le roi mis en état d'arrestation, sous la garde de Santerre, désormais commandant de la garde nationale de Paris. 
Après l'installation du Conseil général de la commune insurrectionnelle à l'Hôtel de Ville, Panis demande à son beau-frère d’assurer la protection du Comité de police et de surveillance auquel il appartient, avec une garde rapprochée de vingt hommes. Il obtient aussi l'arrestation de deux de ses collègues considérés comme royalistes, Perron et Vigner, qu'il fait emprisonner, les remplaçant par les citoyens Jourdeuil et Duplain. 
Il fait partie d'une commission de la Commune chargée de la police, avec Marat, Jourdheuil, Duplain et Sergent-Marceau

### Député à la Convention
Le 12 septembre, il est élu député de la Seine (11ème sur 24) à la Convention , où il siège ensuite avec les Montagnards (Robespierre, Danton, Desmoulins, Marat, etc.).

#### Période du gouvernement des Girondins (septembre 1792-juin 1793)
En janvier 1793, il devient membre du Comité de sûreté générale. 
Au terme du procès du roi (il vote la mort du roi lors du procès de Louis XVI. 
Panis a été par la suite accusé par Héron, un des agents de ce Comité, d’avoir abusé de ses fonctions et rançonné les personnes qu’il était chargé de poursuivre. Il lui reprochait aussi ses relations avec le marquis de Travanet, Mlle Demailly et autres contre-révolutionnaires. Panis fut exclu du Comité de sûreté générale après qu’il eut été établi qu’il avait soustrait une somme de 100 000 livres pour laisser s’enfuir le député Julien de Toulouse, son ancien collègue du Comité de sûreté générale. Grâce à la protection particulière de Bertrand Barère de Vieuzac, Étienne Jean Panis ne fut jamais sérieusement inquiété.[réf. nécessaire]
En juin 1793, les Girondins sont renversés par un coup de force contre la Convention et mis en accusation (2 juin 1793). 

#### Attaques contre Panis et Santerre pour leur rôle dans les massacres de Septembre
Accusé dès le 7 septembre 1792, en tant qu’administrateur du département de police et de surveillance de la Commune provisoire du 17 août, d’avoir provoqué puis favorisé avec son beau-frère Antoine Joseph Santerre, commandant de la garde nationale, le déroulement des massacres de septembre 1792 par diverses mesures cosignées généralement avec son collègue Sergent, il lui fut surtout reproché d’avoir détourné, avec Sergent, des biens provenant des massacrés. Panis a joué un rôle essentiel dans le déroulement des massacres. Il en est de même de Sergent, du citoyen Duffort ou encore de Didier Jourdeuil. Leur autre collègue Pierre Jacques Duplain fut pressenti avec Panis pour remplacer au poste d’administrateurs les citoyens Perron et Vigner qui furent arrêtés. 
Bien qu’il bénéficiât d’appuis puissants, Panis était sur le point de rendre des comptes à la Commission des Douze mise en place par les Girondins. 

#### Le 9 thermidor: la chute de Robespierre (27 juillet 1794)
Le 26 juillet 1794 (8 thermidor an II), il joue un rôle décisif dans l'attaque contre Robespierre. Il le somme de nommer les députés qu'il accuse de trahison. Robespierre s'y refuse et monte ainsi contre lui un nombre considérable de conventionnelsqui se sentent alors visés, du seul fait qu'il avait pu avoir avec eux un accrochage. 
Le lendemain, 9 thermidor, la Convention vote l'arrestation de Robespierre, de Saint-Just et de leurs proches. Ils sont exécutés le 10 (28 juillet) après une tentative de résistance de la Commune.

#### Période de la Convention thermidorienne
Comme nombre des proches des Montagnards, il est en butte aux attaques des leaders Thermidoriens (eux-mêmes anciens Montagnards, comme Tallien). Panis est souvent obligé de s’élever, à la tribune comme ailleurs, contre la responsabilité qui lui est attribuée dans les massacres de septembre. 
Son mandat de député prend fin en 1795, lorsque la constitution du Directoire est promulguée. Il ne se fait pas réélire.

### Dernières années sous la Restauration (1814-1830) et la monarchie de Juillet
Accusé par la Gazette de France du 13 octobre 1814, il régit en publiant une brochure contre ce qu’il considère comme une calomnie.
À la fin de sa vie, il vit d’une modique pension que lui alloue Louis XVIII[pas clair]. 
Il meurt à Marly le 22 août 1832.

## L'affaire des papiers de Camille Desmoulins
Après l’exécution de Camille et de Lucile Desmoulins, Mme Duplessis, mère de cette dernière s’était retirée à Bourg-la-Reine. Panis fut chargé par ceux-là mêmes qui étaient la cause de la mort du couple Desmoulins de s’insinuer auprès d’elle, Panis eut accès aux papiers qui avaient échappé aux perquisitions et il persuada Mme Duplessis du rôle de Robespierre dans l'exécution de ses enfants.[réf. nécessaire] Panis classa et recopia une partie des papiers laissés par Camille Desmoulins, notamment les manuscrits du no 7 du Vieux Cordelier. Il s’occupa des intérêts matériels de Mme Duplessis. À la même époque, il se sépara de son épouse Claire Santerre.